# Cuthona miniostriata
Cuthona miniostriata is een slakkensoort uit de familie van de Cuthonidae. De wetenschappelijke naam van de soort is voor het eerst geldig gepubliceerd in 1968 door Schmekel.